# Diplotomodon
Diplotomodon là một chi khủng long, được Leidy mô tả khoa học năm 1868.